# Giuseppe De Mita
Giuseppe De Mita (Avellino, 27 aprile 1968) è un politico italiano.
È stato vicepresidente della Regione Campania dal 19 maggio 2010 al 22 febbraio 2013 e deputato alla Camera nella XVII legislatura della Repubblica Italiana.

## Biografia
È il primo dei quattro figli di Michele De Mita, nonché nipote di Ciriaco De Mita. Si è diplomato al liceo classico "Pietro Colletta" di Avellino. Alla fine del liceo si è trasferito a Milano, dapprima per gli studi universitari, laureandosi in giurisprudenza alla "Università Cattolica del Sacro Cuore", e successivamente iniziando l'attività professionale di avvocato. 
È sposato dal 2000 ed è padre di tre figli.

### Attività politica
Ha iniziato l'impegno politico come rappresentante di istituto al liceo classico; ha poi preso parte ai movimenti studenteschi degli anni '80 e ha frequentato il movimento giovanile della Democrazia Cristiana. È stato presidente del Centro Studi Aldo Moro di Avellino.
Sul piano delle esperienze di partito è stato iscritto al Partito Popolare Italiano dal 1993 e nel 2002 alla Margherita di Francesco Rutelli, della quale è stato dirigente provinciale. Nel 2004 è eletto al consiglio provinciale di Avellino ed è stato capogruppo consiliare de La Margherita.

#### Dalla Margherita al PD
Nel febbraio 2007 è stato eletto segretario provinciale di Avellino della Margherita e nell'ottobre dello stesso anno segretario provinciale del Partito Democratico, dimettendosi però dopo pochi mesi. Nel febbraio 2008 abbandona il PD, seguendo lo zio Ciriaco quando il PD gli nega la candidature alle elezioni politiche, per aderire all'Unione di Centro.
Alle elezioni politiche del 2008 è candidato alla Camera dei deputati, nella circoscrizione Campania 2, tra le file dell'Unione di Centro, risultando il primo dei non eletti.
Nel 2009 diventa vicepresidente della provincia di Avellino nell'ambito di un accordo locale tra l'UDC e il candidato alla Presidenza, senatore del PdL, Cosimo Sibilia.

#### Vicepresidente della regione Campania
Dopo le elezioni regionali del 2010, nelle quali l'UDC, in contestazione con lo schema bipolare PD - PDL, di regione in regione optò per candidature autonome o alleanze programmatiche, viene indicato dal partito come vicepresidente della Giunta della Regione Campania, con deleghe al Turismo ed ai Beni Culturali nella giunta guidata da Stefano Caldoro, esponente del Popolo delle Libertà, dal 29 marzo 2010 al 22 febbraio 2013.

#### Deputato e vicesegretario dell'UdC
Alle elezioni politiche del 2013 viene eletto alla Camera dei deputati, nella circoscrizione Campania 2, nelle liste dell'Unione di Centro, per via della rinuncia di Mario Catania (che opta per la circoscrizione Veneto 1).
Nel febbraio 2014 diventa vicesegretario nazionale dell'Unione di Centro.
In occasione delle elezioni regionali in Campania del 2015, insieme all'UdC decide di appoggiare Vincenzo De Luca, candidato del PD e del centro-sinistra, voltando così le spalle a Stefano Caldoro e Angelino Alfano, che, con l'NCD e il resto del centro-destra, sostiene appunto il governatore uscente Caldoro. I voti dell'UdC saranno infatti determinanti per la vittoria di De Luca (66.000).
Durante l'esperienza parlamentare, benché sia un esponente della maggioranza di governo guidata dal PD, ritenendo che il programma di riforme sia affrontato in maniera troppo confusa e superficiale non vota la di abolizione del finanziamento pubblico ai partiti, la legge di riforma delle province,  l'Italicum: la nuova legge elettorale, e nemmeno la proposta di riforma costituzionale, votando anche no al referendum del 2016.
Il 7 dicembre 2016, infine, in seguito alla rottura definitiva dell'alleanza politica tra l'UdC e l'NCD di Alfano, abbandona assieme agli altri quattro deputati dell'Unione di Centro il gruppo Area Popolare (NCD-UdC), passando quindi al gruppo misto, dove viene costituita la componente "UdC", a cui aderisce.
Dopo la scelta dell'UDC di tornare a collocarsi a livello nazionale nel centro-destra, critica a più riprese la scelta del partito, auspicando invece un'alleanza con il Partito Democratico. Per questo motivo lascia l'UDC prima che il segretario Lorenzo Cesa il 13 ottobre 2017 lo rimuova formalmente dall'Incarico di Vicesegretario nazionale dell'UDC.

#### La rinascita dei Popolari
Il 5 novembre 2017 dà vita, assieme allo zio Ciriaco De Mita, al movimento "L'Italia è Popolare". Si ripresenta alle elezioni politiche del 2018 candidandosi alla Camera nel collegio uninominale di Ariano Irpino, sostenuto dalla coalizione di centro-sinistra, in quota Civica Popolare. Non viene rieletto.
In vista delle elezioni regionali del 2020, questa volta a sostegno del Presidente uscente Vincenzo De Luca, il partito concorre con il nome di Prospettive Popolari all'organizzazione della lista Fare Democratico - Popolari, che ottiene il 4,45% eleggendo due consiglieri di maggioranza.

### Base Popolare

Simbolo di Base Popolare

Nel marzo 2021 avvia i lavori per la nascita di Popolari in Rete, movimento nato con l'obiettivo di ricongiungere centristi ex democristiani. Il 25 febbraio 2023 POP sottoscrive un documento comune che vuole favorire la costituzione di un nuovo soggetto politico cattolico-democratico denominato Piattaforma Popolare - Tempi nuovi, a cui aderiscono tra gli altri anche Insieme di Stefano Zamagni, i Popolari per l'Italia di Mario Mauro e l'ex ministro Giuseppe Fioroni, uscito dal PD in seguito della vittoria di Elly Schlein alle primarie. Il 19 luglio seguente viene costituita l’associazione Base Popolare; tra i fondatori ci sono Giuseppe De Mita, Gaetano Quagliariello, Mario Mauro, Francescomaria Tuccillo e Lorenzo Dellai.
Nel 2024 Base Popolare viene lanciata ufficialmente come federazione di movimenti centristi, prevedendo la possibilità di doppio tesseramento. De Mita diventa coordinatore dell'associazione, mentre l'ex presidente delle Marche Gian Mario Spacca è nominato presidente. L'anno successivo l'associazione aderisce al Partito Popolare Europeo.

### Direzione sportiva
Nella stagione calcistica 2005/2006 ricopre il ruolo di direttore sportivo dell'Avellino in Serie B.